# Tanaset Jintapaputanasiri
Tanaset Jintapaputanasiri (thailändisch ธนาเศรษฐ์ จินตภาภูธนสิริ, * 19. Oktober 1994) ist ein thailändischer Fußballspieler.

## Karriere
Tanaset Jintapaputanasiri stand bis Ende 2017 beim Udon Thani FC unter Vertrag. Der Verein aus Udon Thani spielte in der dritten Liga, der Thai League 3, in der Upper Region. Ende der Saison wurde man Vizemeister und stieg somit in die zweite Liga auf. Nach dem Aufstieg verließ er den Verein und unterschrieb einen Vertrag beim Erstligisten Police Tero FC in Bangkok. Ende Januar 2018 wurde der Vertrag wieder aufgelöst. Im Anschluss wechselte er zum Zweitligisten Kasetsart FC. Nach einer Saison verpflichtete ihn Anfang 2019 der Erstligist Suphanburi FC aus Suphanburi. In seinem ersten Jahr in der ersten Liga wurde er nicht eingesetzt. Sein Erstligadebüt gab er am 18. Oktober 2020 im Heimspiel gegen den Chonburi FC. Hier stand er in der Startelf und wurde in der 82. Minute für Ratchanat Arunyapairot ausgewechselt. Für Suphanburi absolvierte er vier Erstligaspiele. Anfang 2021 wechselte er zum Chainat Hornbill FC. Der Verein aus Chainat spielte in der zweiten Liga, der Thai League 2. Für Hornbill stand er zehnmal in der zweiten Liga auf dem Spielfeld. Ende Dezember 2021 wurde sein Vertrag nicht verlängert.
Seit dem 1. Januar 2022 ist Tanaset Jintapaputanasiri vertrags- und vereinslos.

## Erfolge
Udon Thani FC
- Thai League 3 - Upper: 2017 (Vizemeister)  ▲